# Optical Ground Station
Die Optical Ground Station (OGS) auf Teneriffa, Spanien (IAU-Code J04), ist eine Bodenstation der ESA zur Laserkommunikation mit Satelliten und ein optisches Teleskop. Sie ist integriert in das Instituto de Astrofísica de Canarias (IAC) und nutzt die guten Wetter- und Sichtbedingungen an diesem Standort 2400 Meter hoch in den Bergen über der Wolkendecke und in Äquatornähe. Das 1-Meter-Teleskop von Zeiss hat eine Brennweite von 13,3 Metern und ein weites Sichtfeld, das größer als der Durchmesser des Vollmondes ist. Der 16-Megapixel-Sensor ist mit flüssigem Stickstoff gekühlt und das Teleskop hat eine englische Montierung. Ergänzt wird das Teleskop durch die Laser-Ranging-Station Izaña 1 (IZN-1).

## Geschichte
Das Teleskop wurde vor dem Zusammenbruch der Sowjetunion bei Zeiss Jena in Auftrag gegeben und fertiggestellt, konnte dann aber nicht mehr an den russischen Auftraggeber ausgeliefert werden und sollte deswegen verschrottet werden. Das DLR sicherte sich vorerst das Eigentum am Teleskop, der Steuerelektronik und der Kuppel und suchte nun einen passenden Ort, um dieses Teleskop aufzubauen und betreiben zu können. Die Wahl fiel dann auf das Observatorio del Teide auf Teneriffa. Die Äquatornähe ist vorteilhaft für die Beobachtung von Satelliten in geostationären Umlaufbahnen. Das IAC erlaubte der ESA, dort das Teleskop aufzubauen und die ausgezeichnete Infrastruktur zu nutzen im Austausch für 25 % der Beobachtungszeit. Das Teleskop kann außerdem per Laserlicht einen künstlichen Leitstern im Natrium-Band in der Mesosphäre projizieren und damit die übrigen Teleskope unterstützen.

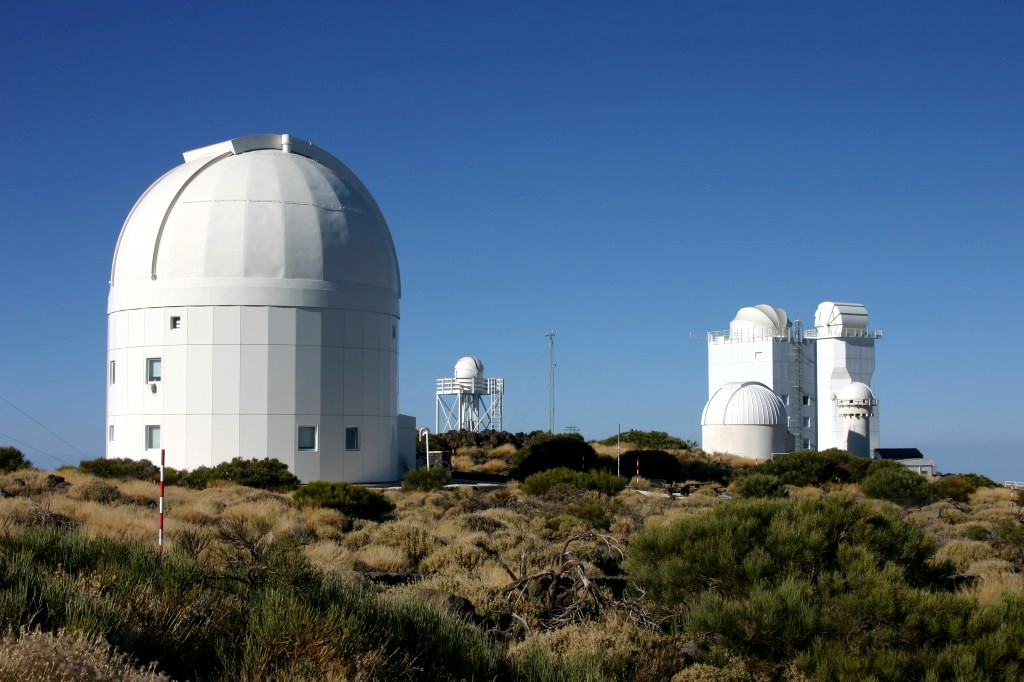
ESA Optical Ground Station (links) auf dem Observatorio del Teide.

Der Beschluss zum Bau der Station fiel 1993 und die nötigen Verträge wurden unterzeichnet. 1994 wurde mit dem Bau begonnen und die Station wurde am 30. Juni 1996 von König Juan Carlos eingeweiht. Im Jahr 1997 war das erste Licht. Die eigentliche Nutzung für den ursprünglich geplanten Zweck der Laserkommunikation verzögerte sich dann zusammen mit dem Artemis-Kommunikationssatelliten. Am 15. November 2001 wurde zum ersten Mal das Signal von Artemis aufgefangen und kurze Zeit später eine komplette Datenverbindung aufgebaut. Im Jahr 2019 wurde die Station mit einer adaptiven Optik ausgebaut und 2021 mit dem Satelliten Alphasat I-XL getestet und abgenommen.
Die Station dient zur Erprobung von Laserkommunikation, für optisches Tracking und Bahnbestimmung von Satelliten und Weltraumschrott und zur Beobachtung von erdnahen Asteroiden und ist damit ein Teil des Space Safety Programms der ESA. Im Zeitraum von zehn Nächten rund um Neumond überwacht das Teleskop den ganzen sichtbaren Himmel im optischen Bereich auf kleine Teile von Weltraumschrott und vier weitere Tage im Monat dienen der Verfolgung von erdnahen Asteroiden. Auf diese Weise gehen die gefundenen Objekte nicht verloren, und ihre Bahndaten können mit neuen Beobachtungen aktualisiert werden. In der übrigen Zeit ist es ein automatisiertes Teleskop im Wissenschaftsbetrieb.

## Laserkommunikation
Die Station wurde während der Artemis-Mission zum Test von Laserkommunikation genutzt. Bei dieser Methode der Datenübermittlung sendet ein Satellit einen modulierten Laserstrahl zum Teleskop. Der Laserstrahl wird vom Teleskop aufgefangen und die Daten werden an das Europäische Raumflugkontrollzentrum (ESOC) in Darmstadt weitergesendet. Umgekehrt kann die Bodenstation Daten an den Satelliten senden. Die Kommunikation mit Laser im nahen infraroten oder optischen Bereich ist nur schwer abzuhören und ermöglicht wesentlich höhere Datenraten, benötigt weniger Sendeleistung und ist im Vergleich zur Kommunikation über Radiowellen weniger gegen Störungen anfällig. Dafür muss aber der Laserstrahl wesentlich präziser ausgerichtet werden und die Verbindung ist verstärkt den Wetterbedingungen unterworfen. Eine Wolkendecke verhindert die Kommunikation.
Das OGS dient der wissenschaftlichen Astronomie und für Technologietests im Bereich der optischen Kommunikation und Quantenkommunikation. Laserkommunikationsexperimente wurden gemeinsam mit dem 1-Meter-Jacobus-Kapteyn-Teleskop des Roque-de-los-Muchachos-Observatoriums auf La Palma in 143 km Entfernung durchgeführt.
Zu den unterstützten Missionen gehören Artemis, Alphasat, European Data Relay Satellite System und Lunar Atmosphere and Dust Environment Explorer. Die Station unterstützte Deep Impact beim Einschlag auf Tempel-1 mit Beobachtungen unter Anwendung von speziellen Filtern. Die AIM-Mission sollte auch die Laserkommunikation während einer Asteroidenmission testen, wurde aber gestrichen und die Nachfolgemission Hera verfügt nicht über Laserkommunikation.

## Beobachtung von Weltraumschrott und erdnahen Asteroiden
Radarstationen sind nur zur Beobachtung von Objekten in Erdumlaufbahnen bis in Höhen von 2000 km sinnvoll einsetzbar, in größerer Höhe bis hin zu geostationären Umlaufbahnen in 36.000 km Höhe oder noch höher in den Friedhofsorbits müssen optische Verfahren eingesetzt werden. Die Optical Ground Station kann Objekte bis zu einer Größe von 10 cm in geostationärer Umlaufbahn auflösen.
Dieselben Himmelsbereiche werden automatisiert nach einem festen Muster immer wieder beobachtet und dabei werden Objekte festgestellt, die sich in der Zwischenzeit bewegt haben. Weltraumschrott bewegt sich deutlich schneller als Asteroiden, daher werden dieselben Himmelsbereiche im Abstand von zwei Stunden untersucht. Die so gewonnenen Daten über die Objekte gehen zum Astronomischen Institut der Universität Bern in der Schweiz. Dort werden die Daten mit den bereits in Database and Information System Characterising Objects in Space, DISCOS, vorhandenen Objekten abgeglichen und bekannten Objekten zugeordnet oder andernfalls neu erfasst. Anhand der Daten wird dort ein neuer Beobachtungsplan für den nächsten Tag erstellt. Für Nachfolgebeobachtungen werden auch die Swiss Optical Ground Station und das Geodynamics Observatory Zimmerwald eingesetzt. Dort kann man auch Laser-Ranging betreiben.
Die erdnahen Objekte werden von Beobachtern der ESA analysiert, aber auch erfahrene Amateur-Astronomen helfen bei der Auswertung. Die Beobachtungen der erdnahen Objekte werden vom Near-Earth Object Coordination Centre veröffentlicht, das Teil des ESA-eigenen Planetary Defence Office im ESRIN in Frascati, Italien ist. Mit OGS konnten ca. 35 Asteroiden gefunden werden.

## Izaña 1  Laser-Ranging-Station
Im Frühjahr 2022 wurde auf dem Observatorio del Teide in direkter Nachbarschaft zu OGS eine neue Einrichtung der ESA vorgestellt, die Izaña 1 (IZN-1) Laser-Ranging-Station. Sie kann mit Laserstrahlen Trümmer in großer Entfernung erfassen und ihre Position und Bahndaten bis auf wenige Zentimeter genau bestimmen. Die Station wurde vom deutschen Unternehmen DiGOS im Auftrag der ESA eingerichtet und betrieben und ist Teil des ESA Space Safety Programms.
Die Station wurde 2021 vorläufig mit einem Laser von 150 mW ausgerüstet, der nur für Ranging von Satelliten mit Retroreflektoren geeignet ist, soll aber mit einem 50 Watt Infrarotlaser ausgebaut werden, der dann Ranging von älteren Satelliten ohne Retroreflektoren oder von Trümmerteilen ermöglicht. Ein Sicherheitssystem verhindert, dass der Laserstrahl in die Nähe eines Flugzeugs gerichtet wird. Das Laser Traffic Control System (LTCS) wurde vom the Instituto de Astrofísica de Canarias (IAC) in Kraft gesetzt, das verhindert, dass ein Laserstrahl während einer Beobachtung in das Gesichtsfeld eines der Teleskope kommt. Außerdem kann der Einsatz von Infrarotfrequenzen bereits Konflikte mit den Beobachtungen der Astronomen verhindern. Die Station wird komplett ferngesteuert betrieben, kann auch für Laserkommunikation eingesetzt werden und kann mithilfe von Filtern auch bei Tag betrieben werden. Ein Upgrade soll optische Kommunikation mit einer Datenübertragungsrate von 10 Gbit/s oder mehr mit Satelliten in erdnahen Umlaufbahnen bis zu 400 km Höhe möglich machen.